# Girasole
Girasole (sardisk: Gelisùli) er en by og en kommune (comune) i provinsen Nuoro i regionen Sardinien i Italien. Byen ligger i 10 meters højde og har 1.291 indbyggere (2016). Kommunen har et areal på 13,16 km² og grænser til kommunerne Lotzorai, Tortolì og Villagrande Strisaili.